# فرناندو سزار دی سوزا
فرناندو سزار دی سوزا (به پرتغالی: Fernando César de Souza) مدافع اهل برزیل است که در شهر Jardinopolis و در تاریخ ۱۲ سپتامبر ۱۹۸۰ به دنیا آمده‌است.
فرناندو سزار دی سوزا در تیم‌های فوتبال SC Kriens سابقهٔ حضور دارد.